# IF Skarp
Idrettsforeningen Skarp is een Noorse voetbalclub uit Tromsø. De ploegkleuren zijn zwart en wit.
De mannenploeg speelde vele jaren in de Fair Play-ligaen maar degradeerde na het seizoen 2007-2008. Tijdens de play-offs in 2010 kon de ploeg opnieuw naar de hoogste divisie komen na een 7-4-overwinning over twee wedstrijden tegen Kirkenes IF.
IF Skarp is de derde beste voetbalploeg uit Tromsø, na Tromsø IL en Tromsdalen UIL.

## Recente geschiedenis
| Seizoen |    | Pos. | Pl. | W  | D | L  | GS | GA | P  | Beker        | Bijzonderheden |
| ------- | -- | ---- | --- | -- | - | -- | -- | -- | -- | ------------ | -------------- |
| 2006    | D2 | 12   | 26  | 9  | 2 | 15 | 46 | 73 | 29 | 2e ronde     |                |
| 2007    | D2 | 11   | 26  | 9  | 2 | 15 | 45 | 70 | 29 | 1ste ronde   |                |
| 2008    | D2 | 13   | 26  | 5  | 0 | 21 | 28 | 83 | 15 | 2de ronde    | gedegradeerd   |
| 2009    | D3 | 2    | 22  | 16 | 4 | 2  | 93 | 30 | 52 |              |                |
| 2010    | D3 | 1    | 22  | 19 | 1 | 2  | 98 | 22 | 58 |              | gepromoveerd   |
| 2011    | D2 | 14   | 26  | 2  | 5 | 19 | 29 | 85 | 11 | 2de ronde    | gedegradeerd   |
| 2012    | D3 | 7    | 22  | 8  | 3 | 11 | 64 | 56 | 27 | kwalificatie |                |
| 2013    | D3 | 4    | 22  | 10 | 2 | 10 | 55 | 54 | 32 | 1ste ronde   |                |